# Merycochoerus
Merycochoerus es un género extinto de mamífero artiodáctilo perteneciente a la familia Merycoidodontidae (conocidos como oreodontes), y vivió en Norteamérica entre el Oligoceno Superior al Mioceno Superior (28.4—16.3 millones de años).

## Morfología

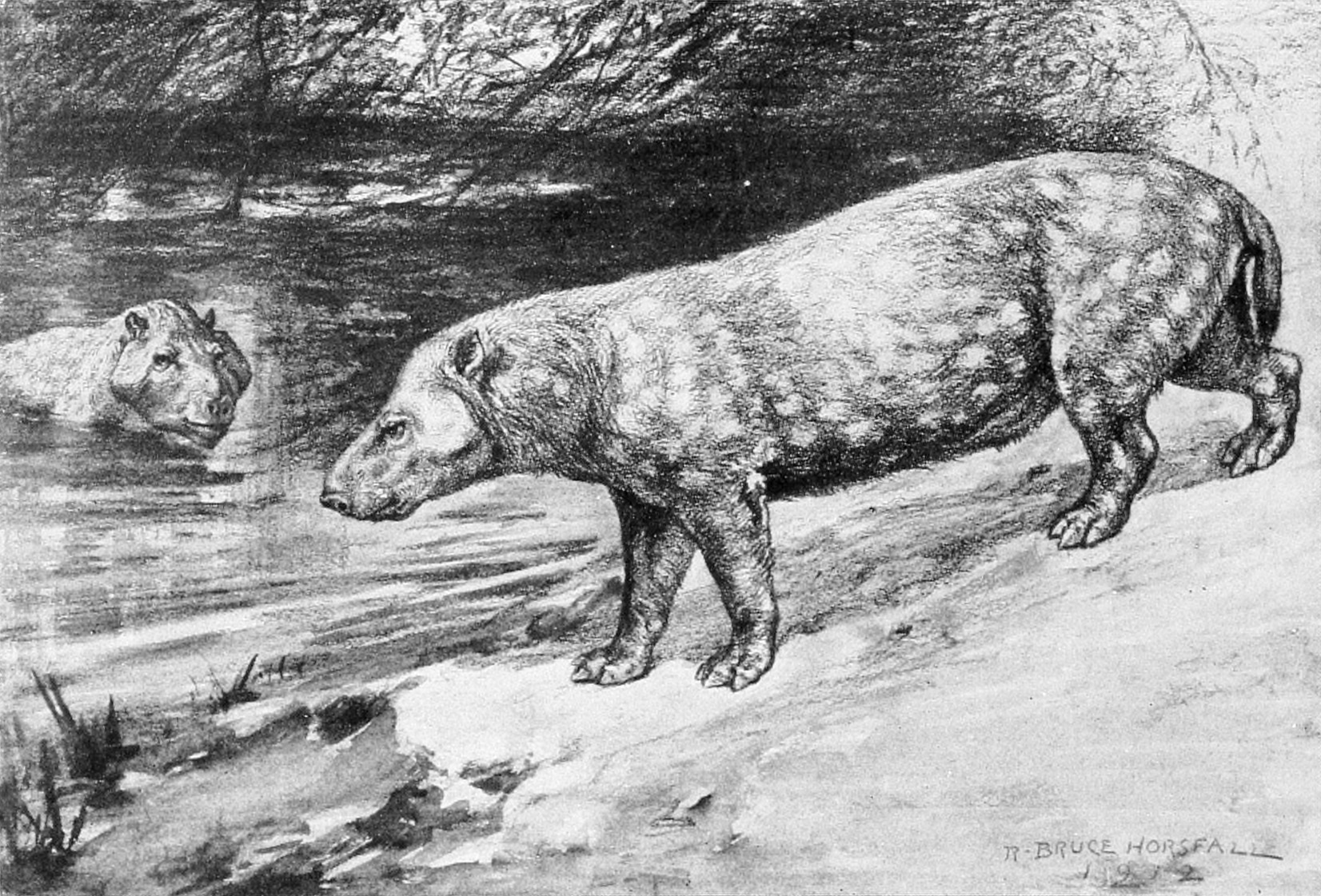
Reconstrucción de M. carrikeri por Robert Bruce Horsfall

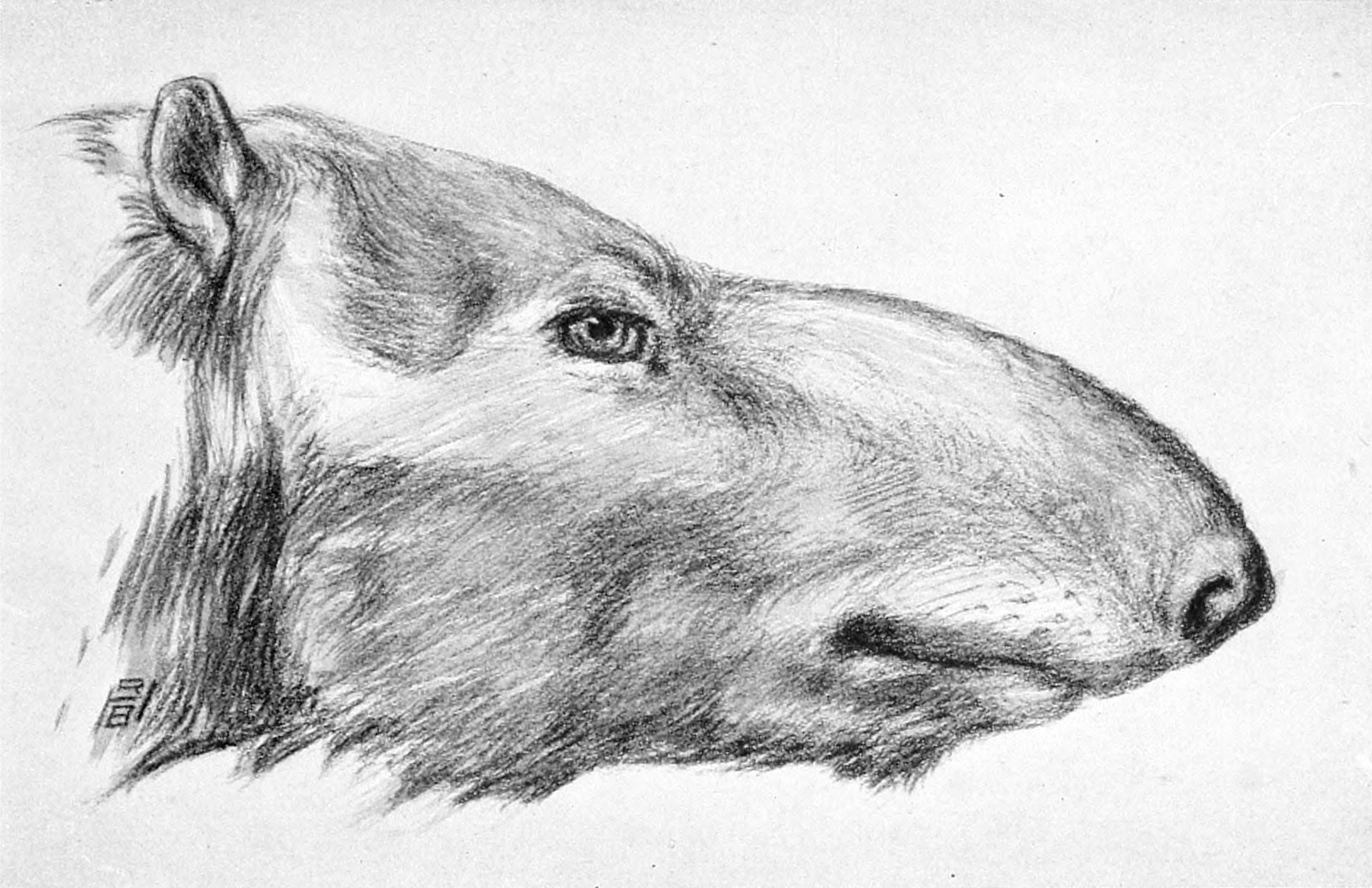
Reconstrucción de M. proprius

Un espécimen fue examinado por M. Mendoza para estimar su masa corporal, resultando en un peso aproximado de 444.3 kilogramos (979.5 libras).
Merycochoerus era un herbívoro rumiante con un rostro corto, largos dientes caninos, un cuerpo pesado, cola larga, pies cortos y un número de pezuñas par como todos los artiodáctilos. Se piensa que estos animales de hasta 1 metro de largo eran anfibios, dado que los miembros de este género posee un cuerpo alargado en forma de barril y patas cortas que son adaptaciones típicas halladas en mamíferos semiacuáticos. P. superbus tenía un rostro alargado parecido al de un tapir, mientras que P. carrikeri tenía un rostro más corto algo parecido al de un cerdo.

## Taxonomía
Merycochoerus fue nombrado por Joseph Leidy en 1858. Cope en 1884 estableció que el género era un nomen nudum en Leidy 1858 y Leidy 1869, pero fue revalidado por Leidy en 1873; sin embargo, Cope aceptó que 1858 era la fecha correcta para M. proprius. La especie tipo es Merycochoerus proprius. Fue asignado a Merycoidodontidae por Leidy (1858) y Lander (1998). Los géneros Megoreodon, Paracotylops, Promerycochoerus y Superdesmatochoerus fueron incluidos en Merycochoerus como sinónimos más modernos por B. Lander en 1998.

## Especies
- M. carrikeri (sin. Promerycochoerus thomsoni)
- M. chelydra (sin. Promerycochoerus barbouri)
- M. magnus
- M. matthewi
- M. pinensis
- M. proprius (especie tipo)
- M. superbus (sin. M. fricki, M. leidyi, M. macrostegus, M. montanus, M. temporalis, Promerycochoerus grandis, P. hatcheri, P. hollandi, P. inflatus, P. latidens, P. loomisi, P. lulli, P. marshi, P. microcephalus)
- M. vantasselensis